# 나이트 무브 (1975년 영화)
《나이트 무브》(영어: Night Moves)는 미국에서 제작된 아서 펜 감독의 1975년 네오누아르 스릴러 영화이다. 진 해크먼, 수전 클라크, 멜러니 그리피스, 제임스 우즈 등이 출연하였다. 로버트 M. 셔먼 등이 제작에 참여하였다.
1976년 제29회 영국 아카데미 영화상에서 진 해크먼이 남우주연상 후보에 올랐다.

## 줄거리
전 미식축구 선수 현 로스엔젤레스 탐정 해리는 은퇴한 배우 알린으로부터 16살 딸 델리를 찾아달라는 의뢰를 받는다. 델리의 신탁 기금은 알린에게 유일한 수입원으로, 델리와 함께 살아야만 사용이 가능하다. 해리는 델리를 찾아서 알린에게 데려다주지만 그 뒤 밀수, 살인이 엮인 음모에 얽힌다.

## 출연진
- 진 해크먼 - 해리 모즈비 역
- 수전 클라크 - 엘런 모즈비 역: 해리의 아내.
- 제니퍼 워런 - 폴라 역: 톰의 여자친구 역
- 에드워드 빈스 - 조이 지글러 역: 스턴트 감독.
- 해리스 율린 - 마티 헬러 역: 엘런의 불륜 상대.
- 케네스 마스 - 닉 역
- 재닛 워드 - 알린 아이버슨 역: 은퇴한 여배우.
- 제임스 우즈 - 퀜틴 역: 정비사.
- 앤서니 코스텔로 - 마브 엘먼 역: 스턴트 배우.
- 존 크로퍼드 - 톰 아이버슨 역: 플로리다키스에 사는 델리의 새아빠.
- 멜러니 그리피스 - 델리 그래스트너 역
- 벤 아치벡 - 찰스 역
- 데니스 두건 - 소년 역
- 맥스 게일 - 스터드 역
- 래리 미첼 - 매표원 역

## 기타 제작진
- 협력 제작: 진 래스코
- 배역: 네사 하이엄스
- 미술: 조지 젱킨스